# Flacopimpla nigriceps
Flacopimpla nigriceps är en stekelart som först beskrevs av Walsh 1873.  Flacopimpla nigriceps ingår i släktet Flacopimpla och familjen brokparasitsteklar. Inga underarter finns listade i Catalogue of Life.